# Уэлский собор
Уэлский собор (англ. Wells Cathedral), полностью Собор святого Андрея Первозванного (англ. Cathedral Church of St Andrew) — собор церкви Англии в городе Уэлс, графство Сомерсет, Англия, главный храм епископства Бата и Уэлса. Возводился с 1175 по 1490 год, заменил церковь, существовавшую на этом месте с 705 года. Отличается от других английских соборов сравнительно небольшими размерами. Основными чертами его архитектуры являются широкий западный фасад и крупная башня на средокрестии. Объект культурного наследия Англии 1-го класса с 1953 года.
Собор выстроен, главным образом, в стиле раннеанглийской готики в конце XII—начале XIII веков, нормандского слоя, как в большинстве английских соборов, в нём нет вовсе. Началось строительство в 1175 году с восточного конца и хоров. Историк архитектуры Джон Харви называет его «первым по-настоящему готическим сооружением Европы», до конца освободившимся от романских пут. Его стрельчатые аркады опираются на устои в виде пучка колонок через капители, покрытые растительной резьбой «stiff-leaf». Раннеанглийский западный фасад с тремястами скульптурами называют «триумфом пластических искусств». На хорах собора сохранилось много средневековых витражей. В отличие от соборов, являвшихся частью монастырей и утерявших окружающие постройки в ходе тюдоровской секуляризации, Уэлский собор имел секулярный капитул, отчего уцелели и епископский дворец, и целая улица с домами XV—XVI веков.
Уэлский собор считают «бесспорно, одним из красивейших», и «наиболее поэтичным» из всех английских соборов.

## История

### Ранние годы
Самой ранней постройкой на месте собора является позднеримский мавзолей, обнаруженный в ходе раскопок в 1980 году. Аббатская церковь, посвящённая св. апостолу Андрею, была построена в 705 году епископом вновь созданной Шерборнской (впоследствии Солсберийской) епархии Альдхельмом при короле Уэссекском Ине. Раскопанные остатки этой церкви можно видеть в клуатре собора. От англосаксонской церкви также осталась купель, стоящая в южном трансепте нынешнего здания. В 766 году король Киневульф подписал хартию, которой даровал храму восемь гайд земли.
В 909 году центр епархии из Шерборна переместился в Уэлс, первым епископом стал Ательм. В это же время основан соборный хор. Школа, в которой обучаются хористы, возможно основана в это же время, хотя на эту тему ведутся споры. После нормандского завоевания епископ Джон Турский в 1090 году переместил центр епархии в Бат. Уэлская церковь, утратив соборный статус, осталась с секулярным капитулом.

### Центр епархии
Существующее здание собора было замышлено и начато строительством около 1175 года епископом Реджинальдом Фитц Джоселином. Размеры здания не оставляют сомнений в том, что оно должно было стать центром епархии, тем не менее, епископы постоянно переезжали между Уэлсом и аббатствами в Гластонбери и Бате. В 1197 году, например, преемник Реджинальда Саварик фитц-Гельдвин с официального одобрения папы Целестина III переехал в Гластонберийской аббатство, и епархия называлась Батской и Гластонберийской до 1219 года.
Следующий епископ, Джослин Уэлский, брат Хью II Линкольнского и свидетель подписания Великой хартии, переместил центр епархии в Бат и отказался от титула гластонберийского. Джоселин продолжал строительство собора, а также выстроил епископский дворец, школу для хористов, начальную школу, госпиталь для паломников и путешественников и капеллу. Также он владел поместьем в Вуки, в двух милях от Уэлса. Джослин дожил до освящения церкви в 1239 году, но соборный статус ей был присвоен позднее. Виновником задержки, возможно, был епископ Нориджский и одновременно папский легат и церковно-политический деятель Пандульф Верраккио, который не ответил вовремя на запрос Папы исследовать эту ситуацию. Джослин умер 19 ноября 1242 года и был похоронен на хорах церкви, и его латунное надгробие является одним из первых в своём роде в Англии.
После смерти Джослина монахи из Бата предприняли безуспешную попытку вернуть контроль над Уэлской епархией себе, и конец этой распре лишь в 1245 году положил Иннокентий IV, установивший титул епископов Батских и Уэлских, каковой и сохраняется до настоящего времени, а кафедра епископа располагается в Уэлсе. Секулярный капитул при Уэлском соборе (как в Чичестере, Херефорде, Линкольне и Йорке) сохранился с XI века, в нём 22 пребенды и провост, который ими управляет. Как и в прочих соборах, в Уэлсе четверо главных должностных лиц: настоятель (декан), регент, канцлер (ответственный за школу, библиотеку и архив) и ризничий.
- Уэлский собор и его окрестности
- Уэлский собор в сомерсетском пейзаже
- Вид из сада епископского дворца
- Епископский дворец, построенный Ральфом Шрусберийским
- Вид с воздуха

### Строительство собора
Главным каменщиком с 1192 по 1230 годы был Адам Лок (англ. Adam Locke). Здание было выстроено с недавно вошедшими в моду (в Кентербери) стрельчатыми арками. С 1209 по 1213 год стройка стояла из-за отлучения Иоанна Безземельного и изгнания епископа Джослина, но в главных конструкциях здание было завершено к 1239 году и освящено.
Полностью (включая капитулярную залу) собор был достроен к 1306 году, и к этому времени он уже был мал и тесен для богослужений и процессий. Епископ Джон Дроксфорд (1309—1329) начал новое строительство под руководством каменщика Томаса из Уитни (англ. Thomas of Whitney), который к 1326 году надстроил центральную башню и добавил восьмигранную капеллу Девы Марии к восточной оконечности собора. Епископ Ральф Шрусберийский (1329—1369) удлинил на восток хоры и ретрохор, а также выстроил дома для хористов в Викариевском Тупике, чтобы удалить их от соблазнов города. С горожанами он был в плохих взаимоотношениях из-за того, что поднимал налоги, и поэтому окружил епископский дворец стеной с крепостными зубцами и рвом с подъёмным мостом.
Епископ Джон Харвел (1366—1386) собрал средства на строительство западного фасада по проекту одного из выдающихся зодчих своего времени Уильяма Уинфорда, работавшего в Уэлсе с 1365 года. Он же строил Виндзор, Уинчестерский собор и оксфордский Новый Колледж. Для Уэлского собора он спроектировал две западные башни, из которых северная, правда, была выстроена лишь в следующем столетии. Также в XIV веке было обнаружено, что устои центральной башни оседают под её весом (деформации, усугубленные землетрясением XIII века). Уильям Джой поставил между ними арки-распорки, часто называемые «ножницами».

### Тюдоры. Гражданская война
Ко времени правления Генриха VII облик собора сложился окончательно. С 1508 по 1546 годы представителем соборного капитула в Лондоне был итальянский гуманист Полидор Вергилий, который в числе прочего подарил комплект драпировок для хоров. В ходе разгона монастырей Тюдорами Уэлс не пострадал, потому что не был монастырским собором, но конфискация церковного имущества в 1547 году заметно уменьшила его доходы. Латунные надгробия были распроданы как металл. Кафедра переместилась в неф. Между 1551 и 1568 годами бывший два срока настоятелем собора натуралист Уильям Тёрнер устроил ботанический сад, воссозданный в 2003—2010 годах.
В 1591 году Елизавета I даровала капитулу новую хартию, согласно которой собор и всё его имущество управлялись настоятелем и восемью канониками, но право избирать настоятеля было у них отобрано в пользу Короны. Этот порядок управления просуществовал до казни Карла I и гражданской войны. Иконоборцы повредили здание собора и его убранство. В 1645 году, после того как войскам Парламента покорился Бриджуотер, настоятель собора Уолтер Рэли (племянник корсара и путешественника сэра Уолтера Рэли) попал под домашний арест. Стороживший его констебль (и сапожник) Дэвид Бэррет (англ. David Barrett) однажды застал Рэли за письмом к жене, которое священник отказался отдать, после чего Бэррет пронзил его шпагой, отчего полтора месяца спустя, 10 октября 1646 года, Рэли скончался и был похоронен в безымянной могиле на хорах перед местом настоятеля. При Кромвеле настоятеля не назначали, и собор пребывал в небрежении, разграбленный от всего ценного, епископ ушёл на покой, а некоторые церковнослужители, чтобы выжить, стали слугами и чернорабочими.

### От Карла II до Виктории
После реставрации Стюартов, в 1661 году, Роберт Крейгтон, капеллан короля Карла II в бытность его в изгнании, был назначен настоятелем Уэлского собора, а в 1670—72 годах стал и епископом. В соборе сохраняется его латунный пюпитр. Также он пожертвовал на витраж западного окна 140 фунтов. На посту настоятеля его сменил врач, писатель и богослов, член Королевского Общества, капеллан короля, президент Тринити-колледжа Ральф Батерст. Он занимался реставрацией собора, но 1685 году пуритане, поднятые на восстание Монмутом, выбили витражи, разбили орган и мебель, содрали часть свинца с крыши для литья пуль и устроили в нефе конюшню.
Следующий епископ Томас Кен вновь занимался реставрацией собора с 1685 по 1691 годы. Он был в числе семи епископов, арестованных за отказ подписать декларацию о свободе вероисповедания Якова II, позволявшую католикам занимать посты в государственном управлении, но с помощью общественного мнения был вызволен. Тем не менее, Кен отказался и присягнуть Вильгельму и Марии в ходе «славной революции», потому что Яков не отрёкся, и вместе с остальными неприсягателями смещён с должности.
- Купель из англосаксонской церкви (ок. 705)
- Западный фасад XIII века пострадал в восстание Монмута, когда часть его скульптур была разбита, а часть обезглавлена
- Мизерикордии под балдахинами XIX века
- Современная скульптура «Тяжесть грехов наших» (2010, англ. The Weight of our Sins, Жозефина де Васконселлос[англ.]) в епископском дворце

### В Викторианскую эпоху и позже
К середине XIX века собор нуждался в серьёзной реставрации. Настоятель Эдмунд Гудэнаф произвёл «великую чистку» (англ. the great scrape) от старой краски и побелки. Реставрацией хоров занимался архитектор Энтони Сэлвин (1799—1881). Он убрал деревянные галереи XVI века, сделал каменные балдахины над мизерикордиями, которые раздвинул шире, к аркаде. Средневековая каменная преграда была расширена для нового органа.
В 1933 году основано «Общество друзей Уэлского собора» (англ. Friends of Wells Cathedral) в помощь капитулу. Во второй половине XX века проведена масштабная реставрация, главным образом, западного фасада. Витражи также проходят реставрацию, в том числе «Древо Иессеево» XIV века в восточном конце собора.

## Руководство и деятельность
С XIII века Уэлский собор является резиденцией епископов Батских и Уэлских и управляется капитулом из пятерых духовных (настоятель, регент, канцлер, ризничий и архидиакон Уэлский) и четверых светских лиц (администратор, хранитель, смотритель за церковным имуществом и директор магазина и кейтеринга). В числе прочих работников — органист и руководитель хора, помощник священника, архивариус, библиотекарь и персонал магазина, ресторана и кафе. Собор привлекает внешних специалистов: архитекторов, археологов, финансовых аналитиков.
В год проводятся более тысячи служб, ежедневных и праздничных. В соборе крестят, венчают и отпевают тех, кто тесно с ним связан, например, в июле 2009 года в соборе хоронили уроженца Сомерсета Гарри Пэтча, последнего британского ветерана Первой мировой войны, умершего в Уэлсе на 112 году жизни. Хор поёт на трёх воскресных службах и одной из ежедневных, выступают и приглашённые хоры, также в соборе даёт ежегодный концерт Сомерсетский камерный хор.
Ежегодно службы посещают около 150 тыс. человек, около 300 тыс. — туристы. Вход в собор свободный, принимаются пожертвования, сумма которых в год доходит до £1,5 млн. (2015).

## Архитектура
| Длина  | Длина            | 126,5 м (420 фута) |
| Ширина | нефа             | 20 м (66 футов)    |
| Ширина | по трансепту     | 47 м (154 футов)   |
| Ширина | западного фасада | 45 м (148 футов)   |
| Высота | нефа             | 20,5 м (67 фута)   |
| Высота | башни            | 55 м (180 футов)   |
| Высота | западного фасада | 30 м (98 футов)    |

### Датировки, стили, архитекторы
Строительство собора начато около 1175 года по проекту неизвестного автора. Уэлский собор является первым в Англии полностью, с самого начала, готическим. Согласно историку искусства Джону Харви, это и первый полностью готический собор в мире, потому что его архитекторы избавились от всяких следов романского зодчества, которые можно обнаружить в восточной половине Кентерберийского собора или в более ранних французских постройках, как хоры аббатства Сен-Дени. В отличие от круглых колонн упомянутых зданий, Уэлский собор имеет типично готические устои в виде пучков колонок и аркады из одинаковых стрельчатых пролётов в раннеанглийском стиле вместо романских парных арок.
В 1192—1230 годах первый известный архитектор Уэлского собора Адам Лок (англ. Adam Lock) продолжал строить трансепт и неф в том же стиле, а по собственному проекту он сделал северный портик.
Западный фасад в том же раннеанглийском стиле начат около 1230 года Томасом Норрисом (англ. Thomas Norreys), его строительство и украшение заняло тридцать лет. Ещё столетие спустя (1365—1395) строилась юго-западная башня, а северо-западная выстроена лишь в XV веке (1425—1435), обе — по проекту Уильяма Уинфорда в перпендикулярном стиле. Также Уинфорд во многих раннеанглийских ланцетных окнах устроил перпендикулярную раскладку.
Крипта и капитулярная зала выстроены неизвестными архитекторами в 1275—1310 годах, в раннеанглийском стиле и геометрическом изводе декоративного стиля соответственно. Около 1310 года начата работа над капеллой Девы Марии по проекту Томаса Уитни, который также возвёл в 1315—1322 годах центральную башню, всё в декоративном стиле. Позднее башня изнутри укреплена «ножницами» Уильямом Джоем. Также Джой в 1329—45 годах расширял и переделывал хоры, соединив их с капеллой Девы ретрохором в криволинейном изводе декоративного стиля.
Позднее построены свод башни в перпендикулярном стиле и капелла Sugar’s Chapel, в 1475—1490 годах Уильямом Смитом. Энтони Сэлвин и Бенджамин Феррей реставрировали хоры и достраивали преграду в эпоху готического возрождения 1842—1857 годах.

### План и разрез
Наряду с Кентербери, Линкольном и Солсбери, Уэлский собор имеет типично английскую планировку с двумя трансептами и чётким делением на неф, хоры, ретрохор и капеллу Девы Марии. Фасад шириной превосходит трансепт. С северной стороны главный вход в собор образует крупный выступающий портик. К северо-востоку располагается восьмиугольная в плане капитулярная зала, в которую ведёт проход и лестница из северного бокового нефа. С южной стороны нефа располагается большой клуатр, причём необычно, что его северная, примыкающая к собору сторона, так и не была построена.
В поперечном сечении собор имеет обычное для крупной церкви строение: центральный и два боковых нефа соединены аркадой, которая образует первый ярус вертикального членения главного нефа. Над аркадой вторым ярусом располагается трифорий, третий ярус — окна под сводами. Высота нефа составляет лишь 67 футов (20 м), что очень мало по сравнению с французскими готическими соборами. Сильным акцентом на горизонталь является уникальный трифорий из совершенно одинаковых пролётов, не создающих обычного деления на секции. Также трифорий отделяется от нижней аркады непрерывной тягой, и вообще на стенах нет ни одной непрерывной вертикальной линии, потому что колонки, поддерживающие свод, начинаются выше трифория.
- Вид с юго-востока
- Вид из клуатра
- Интерьер нефа

### Экстерьер
Облик Уэлского собора сравнительно чист и гармоничен, потому что он выстроен, по большей части, в одном стиле раннеанглийской готики, что для английских соборов в целом, представляющих обычно химеру из различных периодов и эпох, нехарактерно. Добавления в перпендикулярном стиле были сделаны в Уэлсе последовательно: все раннеанглийские ланцетные окна заполнены перпендикулярными раскладками, вокруг всей крыши выстроен парапет, все щипцы увенчаны пинаклями, аналогичными пинаклям на капитулярной зале и западном фасаде. На восточной половине можно видеть орнамент в сетчатом стиле, который является переходным от геометрического декоративного стиля к текучему.

#### Западный фасад
Высота западного фасада составляет 100 футов (30 м), ширина — 147 футов (45 м), он выстроен из оолитовых известняков среднего юрского периода из каменоломни Doulting Stone Quarry, на расстоянии 8 миль (13 км) к востоку.
Клифтон-Тэйлор называет западный фасад Уэлского собора «одной из лучших достопримечательностей Англии».
Западные фасады вообще можно разделить на три типа. Один тип в ярусном строении повторяет вертикальное членение нефов, второй — с фланкирующими башнями, третий — скрывает строение здания. Уэлский собор имеет западный фасад, средний между всеми типами: его парные башни не обозначают положения боковых нефов, а стоят значительно шире, даже шире трансепта, скрывая истинные размеры собора. Вертикальное строение его трёхъярусное, с чётким отделением каждого яруса горизонтальными поясами, но горизонтальные линии разбиваются шестью выступающими контрфорсами, которые показывают деление на три нефа и башни. При этом контрфорсы богато украшены, в их нишах под балдахинами располагаются самые большие на фасаде статуи.
Нижний уровень фасада образует гладкий цоколь, создающий спокойное основание для вырастающих из него орнаментированных аркад. Цоколь разбит тремя дверными проёмами, необычно простыми для готических порталов: боковые двери величиной с обычные для частного дома, а центральная не украшена ничем, кроме средней колонки, четырёхлистников и тонкой профилировки на арке.
Над цоколем поднимаются два яруса, украшенные четырёхлистниками и нишами, в которых некогда располагалось порядка четырёхсот статуй, из которых до середины XX века дошло около трёхсот. С тех пор часть статуй была восстановлена или отреставрирована, в том числе изображение Христа на щипце
Третий ярус образуется башнями и выполнен в перпендикулярном стиле по проекту Уильяма Уинфорда во второй половине XIV века, причём южная башня выстроена сразу, а северная начата не ранее 1425 года. Проект этот выдерживает общие пропорции здания и продолжает акцент на выступающих контрфорсах.
Получившемуся фасаду недостаёт пинаклей и шпилей на башнях, которые, вероятно, входили в проект, но так и не были построены. Несмотря на эту незавершённость, историк архитектуры Бэнистер Флетчер младший (1866—1953) говорит о нём как о «высшей точке развития этого типа фасада в английской готике». С точки зрения синтеза формы, архитектуры и скульптуры его считают лучшим в Британии.
- Западный фасад
- Западный фасад XII в., арх. Томас Норрис
- «Христос-судия», (2-я пол. XX в.), под ним 12 апостолов и 9 архангелов .
- Выступающие контрфорсы с нишами для статуй

##### Иконография западного фасада
Скульптурное убранство западного фасада Уэлского собора состоит из стоящих, сидящих и полуростовых фигур и рельефов с сюжетами. Многие статуи выполнены в натуральную величину или крупнее. В целом фасад представляет собой лучший образец средневековой английской скульптуры. Раньше статуи (и частично стены) были раскрашены, что удаётся установить по сохранившимся следам краски. Скульптуры занимают девять рядов, которые тянутся по фасаду и боковым и задним сторонам башен. Крупнейшие фигуры занимают ниши на сильно выступающих контрфорсах, также крупные скульптуры (в том числе изображение Христа) располагаются на щипце. Ещё одна статуя занимает одну из пары поздних ниш наверху северной башни.
В 1851 году свою работу по иконографии фасада Уэлского собора выпустил археолог Чарлз Роберт Кокерелл. Он перечислил девять ярусов скульптур, нумеруя их снизу вверх, темой фасада определил «календарь для неграмотных», иллюстрирующий доктрину христианства, историю церкви и крещения Британии. Обобщающим текстом для фасада он называет гимн Te Deum. Согласно Кокереллу, южная от центрального портала (правая) сторона фасада считается более святой.
В нижнем ряду ниш располагались стоящие в полный рост скульптуры, из которых по фасаду уцелело лишь 4, по две с каждой стороны. Несколько больше сохранилось на северной и восточной сторонах северной башни. Кокерелл считает, что на южной стороне от портала скульптуры представляли ветхозаветных пророков и патриархов, на северной — первых в Британии миссионеров, из которых по атрибутам удаётся опознать Августина Кентерберийского, святого Бирина и Бенедикта Бископа. Во втором ярусе над каждой парой статуй располагается четырёхлистник с полуростовой фигурой ангела, часть из них сохранилась. Между вимпергами над нишами располагаются четырёхлистники с библейскими сюжетами, ветхозаветными справа, над пророками и патриархами, и новозаветными слева. Над ними фасад разделяется тягой.
По-над тягой, на четвёртом и пятом ярусах, как определяет Кокерелл, скульптуры изображают Церковь Британии: с южной стороны духовную аристократию (епископов, аббатов, аббатис и святых, основателей монастырей), а королей, королев и принцев — с северной. Этих скульптур уцелело много, и многие опознаются по атрибутам. Более значительные лица изображены крупнее и восседают, а не стоят. Непосредственно под пятым ярусом в небольших нишах мёртвые восстают из могил в Судный день, одни с радостью, другие в отчаянии. Все они обнажённые, но короли — в коронах, а епископы — в митрах.
В нижнем ярусе щипца располагаются девять ангелов, из которых Кокерелл опознаёт Михаила, Гавриила, Рафаила и Уриила. В следующем ярусе 12 апостолов, из которых опознаются Иоанн, Андрей и Варфоломей. В самых верхних нишах располагался Христос-судия, одесную его Иоанн Креститель, ошую — Дева Мария, но эти статуи сильно пострадали от иконоборцев. Христа изваяли заново, а боковые ниши заняты херувимами. Христа и Марию изображают ныне обезглавленные фигуры в центральном портале (сюжет «Коронование Богоматери»), также повреждённые Мария и Христос-дитя занимают четырёхлистник в тимпане над дверью.
- Святые, уцелевшие в нижнем ярусе на задней стороне северной башни
- Мария и Христос-дитя над западным порталом
- Галерея королей на северо-зпадной стороне и клириков на юго-западной

#### Башня на средокрестии
Центральная башня собора датируется началом XIII века, а в начале XIV-го она претерпела серьёзную реконструкцию в ходе переделки восточной половины здания, а ещё десятилетием спустя её устои потребовали укрепления. В XIV веке башня была увенчана деревянным шпилем под свинцовой кровлей, но в 1439 году он сгорел. После этого облик башни привели к перпендикулярному стилю, добавив существующие поныне парапет и пинакли. Клифтон-Тэйлор пишет, что башня «выдающаяся даже по меркам Сомерсета, хотя это графство знаменито башнями своих церквей».

#### Северный портик
Певзнер характеризует северный портик как «роскошно украшенный» главный вход. Снаружи он простой прямоугольной формы с гладкими боковыми стенами. Портал образуется крутой профилированной аркой на восьми колонках с капителями в виде корзин с листьями. Левые колонки изображают мученичество св. Эдмунда. В стенах портала глубокие ниши, окаймлённые тонкими колонками, подобными портальным. На дорожке установлены четыре скульптуры символов евангелистов из пурбекского камня авторства Мэри Спенсер Уотсон (1913—2006).

#### Клуатр
Клуатр, выстроенный к концу XIII века, был сильно перестроен в 1430—1508 годах в перпендикулярном стиле. Своды с лиернами образуют восьмиугольный узор в каждой секции, точки встречи рёбер украшены замковыми камнями. Восточная галерея клуатра двухъярусная, во втором, построенном в XV веке, располагается библиотека.
Уэлский собор никогда не был частью монастыря, поэтому строительство клуатра в нём необъяснимо из обычных практических соображений. Либо галерею сочли нужной с точки зрения эстетики, либо для процессий. В остальных немонастырских соборах, кроме Чичестерского, клуатров нет совсем. Как в Уэлсе, так и в Чичестере, клуатр не замкнут с северной стороны, а в монастырях как раз северная сторона получала больше всего света и использовалась как скрипторий.
- Северный трансепт, средневековый циферблат, северный портик и северо-западная башня
- Портал северного портика
- Своды клуатра
- Клуатр

#### Реставрации
В 1969 году от статуи над западным порталом отвалился солидный кусок, и отрицать необходимость реставрации стало невозможно. Изучением здания и выбором консервационных методов занялся соборный архитектор Албан Каро (англ. Alban D. R. Caroe), сформирован комитет по реставрации. Методику создали Ева и Роберт Бейкер (англ. Eve & Robert Baker). Методы чистки и обработки поверхности, разработанные ранее Бертом Уилером (англ. W. A. (Bert) Wheeler, соборным прорабом в 1935—1978, также применялись к статуям.
Консервация шла с 1974 по 1986 год, с использованием, по возможности, неинвазивных технологий: мытья простой и известковой водой, замазки трещин и утрат строительной известью, чтобы предотвратить проникновение воды, и укрепление статуй, собранных на металлических штифтах и разваливающихся от их коррозии. Поверхности были обработаны известковой краской с добавкой силанов в качестве водоотталкивающего покрытия. В ходе реставрации обнаружены следы пигментов на статуях и в нишах, показывающие, что некогда фасад был ярко раскрашен.

### Интерьер

#### Хоры, трансепт и неф
Характер интерьера в стиле раннеанглийской готики определяется пропорциями ланцетовидных окон и отделкой, главным образом профилировками.
Аркада нижнего яруса, одинаковая в нефе, трансепте и на хорах, характеризуется богатыми профилями и резьбой. Каждый устой расчленён на 24 тонкие колонки (8 групп по три), которые сквозь капители продолжаются в глубоких валиках на архивольтах. Капители привлекают внимание живостью резьбы, стилизованной под корзины с листьями (стиль «stiff-leaf»), все они разные, и в части можно видеть фигурки, излагающие некоторый сюжет. Также интерьер оживляет контраст между профилированными арками и спокойными поверхностями пазух, сложенных из ровных прямоугольных камней.
Своды нефа высокие, четырёхчастной системы, согласные с аркадой. Во второй четверти XIV века восточный конец хоров был удлинён, а верхний ярус переделан Уильямом Джоем. Свод хоров сильно отличается от нефа, он покрыт сеткой нервюр, лиерн и тьерсеронов, вероятно, имитирующих местные деревянные своды (образец XV века имеется в уэлской церкви св. Кутберта). Своды боковых нефов на хорах также имеют особый характер.
До начала XIV века интерьер собора был выдержан в одном стиле, но с тех пор башня и восточная половина пертерпели значительные изменения. В 1315—1322 годах башня была надстроена и увенчана шпилем, отчего её устои стали выгибаться внутрь, и в 1338 году Уильям Джой установил между ними с трёх сторон оригинальные распорки в виде низко расположенных арок, увенчанных опрокинутыми арками, отчего образовалась структура, напоминающая ножницы или крест святого Андрея, который является покровителем собора. Арки эти воспринимаются неоднозначно, некоторые считают их чрезмерно массивными и громоздкими. С четвёртой стороны устои башни распирает преграда.
- Горизонталь подчёркнута сплошной галереей трифория
- Четырёхчастные своды нефа были украшены в XIX веке
- «Андреевский крест» под башней
- Вид из трансепта
- Своды на хорах, вероятно, по деревянным образцам

#### Капелла Девы Марии и ретрохор
С восточной стороны, как и большинство английских соборов, Уэлский заканчивается прямой стеной, а не апсидой. Аналогично Солсбери и Личфилду, капелла Девы Марии представляет собой отдельный выступающий объём с более низкими потолками. Строить её начал, вероятно, ещё до завершения капитулярной залы, около 1310 года Томас Уитни. Вероятно, по первоначальному плану капелла замышлялась отдельным зданием в виде удлинённого восьмиугольника, но затем, по всей видимости, Уильямом Джоем, присоединена к собору посредством второго трансепта и ретрохора.
Поскольку план капеллы асимметричен по обеим осям, своды её имеют сложную конструкцию: нервюры пересечены не имеющими несущего значения лиернами, образующими звездчатый рисунок вокруг вершины свода. Это один из первых в Англии сводов с лиернами. В капелле пять больших окон, в четырёх из них остаются фрагменты средневековых витражей. Раскладка оконных переплётов — сетчатая, из повторяющихся трилистников.
Своды ретрохора в центре опираются на своеобразные угловые столбы, завершающие восьмиугольный план капеллы Девы, которые Френсис Бонд (англ. Francis Bond) назвал созданием «интуиции Гения» (англ. an intuition of Genius). Столбы эти окружены мраморными колонками и образуют в перспективе весьма сложную конструкцию. Окна ретрохора такие же сетчатые, как и в капелле, но с раскладкой в текучем декоративном стиле.
- Капелла Девы
- Звёздчатый свод капеллы Девы
- Вид сквозь ретрохор в капеллу Девы, «одна из самых завораживающих перспектив в Европе»[116].
- Восточные секции хоров (1329–45): сетчатый свод и галерея святых под восточным окном[117]

#### Капитулярная зала
Двухэтажная капитулярная зала, начатая в конце XIII века, строилась в два этапа приблизительно до 1310 года. На верхнем этаже располагается зала, под нею — крипта. Доступ в залу по лестнице, которая: разделяясь, ведёт также через верхний этаж цепных ворот в Тупик Викария. Интерьер залы в декоративном стиле Клифтон-Тэйлор называет «самым красивым в Англии с точки зрения архитектуры». План залы восьмиугольный, со столбом посередине, окружённым колонками из пурбекского мрамора, с капителью, украшенной стилизованными дубовыми листьями и желудями. 32 нервюры свода имеют чёткий профиль, напоминая большую пальму. Большие окна в геометрическом декоративном стиле уже несут следы удлинения форм, ведущие к более позднему текучему стилю. Часть витражей сохранились со Средневековья. Ниже окон располагается 51 скамейка под резными балдахинами.
- Лестница в капитулярную залу и Цепные ворота
- Лестница в капитулярную залу внутри
- Интерьер капитулярной залы

## Витражи
Несмотря на ущерб, нанесённый войсками Парламента в 1642 и 1643 годах, Уэлский собор располагает одним из самых полных собраний средневековых витражей в Англии. Самые старые из них относятся к концу XIII века (в двух окнах на западной стороне лестницы в капитулярную залу). Два окна в южном нефе на хорах датированы 1310—1320 годами.
Из пяти окон капеллы Девы Марии четыре, в том числе изображение местного святого Дунстана, относятся к 1325—1330 годам. Восточное окно воссоздано в 1845 году мастером Томасом Уиллементом. В остальных окнах уцелели верхние части, но рисунки сохранились во фрагментах.
Широкое восточное окно в семи пролётах 1340—1345 годов представляет Древо Иессеево в новой технике, использующей соединения серебра для того, чтобы получить на стекле наряду с чёрным риснуком жёлтый. За такой ярко-жёлтый рисунок в сочетании с цветными жёлтыми стёклами витраж называют «золотым окном». По бокам от него в верхнем ярусе боковых стен два окна с большими фигурами святых датируются также 1340—1345 годами. В 2010 году Древо Иессеево прошло процедуру консервации.
В капелле св. Екатерины имеются витражи Арнольда Неймегенского, датируемые около 1520 года, они выкуплены из разрушенной церкви св. Иоанна в Руане в 1953 году.
Большое западное окно нефа из трёх ланцетовидных проёмов было остеклено в 1664 году на средства настоятеля собора Крейгтона (£140) и отреставрировано в 1813 году, средний проём был в большей части заменён в 1925—1931 годах по проекту Арчибальда Кейтли Николсона. Окна в южном и северном фасадах трансепта изготовлены в начале XX века фирмой «James Powell and Sons».
- Витражи капеллы Девы
- Восточное оконо XIV века серьёзно отреставрировано в XIX-м
- «Золотое окно» с Древом Иессеевым

## Резьба
Наибольшую долю в резном убранстве собора составляют капители в абстрактном стиле «stiff-leaf», которыми украшены устои в нефе, на хорах и в трансепте. В них прослеживаются некоторые мотивы листьев аканта или винограда, но установить реальный растительный прототип нельзя. Выдающиеся листья и глубокие выемки бросают на гладкие поверхности устоев узор света и тени. В трансепте и вблизи средокрестия среди листьев на капителях появляются фигурки, например, человек, страдающий от зубной боли, или четыре сценки из «Послания к Римлянам», а именно история о ворах, которые проникли во фруктовый сад и были биты его хозяином. В боковом нефе северного трансепта известна консоль, где среди листьев ползёт ящерица, иногда интерпретируемая как саламандра, символ вечной жизни.
Резьба в декоративном стиле имеется в восточном конце собора среди замковых камней свода. На лестнице к капитулярной зале располагается известная консоль с монахом, убивающим дракона. В капитулярной зале на 51 балдахине над скамейками можно видеть множество разнообразных голов, в том числе смеющихся и улыбающихся. Там же на большой капители центрального столба лиственная резьба значительно отличается от «stiff-leaf» в остальном здании: это плотно прилегающие опознаваемые виноградные листья.
В клуатрах XV века на сводах располагается множество небольших замковых камней. В западной галерее близ магазинчика и кафе известны два замка́ шила-на-гиг. Их интерпретации разнятся от остатков древнего культа плодородия до символа похоти.
- Часовня в нефе (XIX век)
- Капитель, изображающая, как хозяин сада бьёт вора вилами (ок. 1876–95)
- Консоль с ящерицей (саламандрой)
- Капитель «stiff-leaf»

#### Мизерикордии
В Средневековье клир собирался для службы восемь раз в день. Поскольку бо́льшая часть службы поётся стоя, постольку в церквях устраивали на хорах высокие полочки, на которые можно было бы опереться, и называли их мизерикордиями (лат. misericordia=сострадание). Обычно мизерикордии включают фигурный резной кронштейн под полочкой, обрамлённый растительным орнаментом, который называется «щитодержателями». Сюжеты кронштейна встречаются разнообразные, но темы повторяются, и обычно они не так плотно связаны с библейскими историями и христианской теологией, как прочая мелкая скульптура (например, замки́ сводов).
Уэлский собор обладает одним из лучших комплектов мизерикордий в Британии. Они датируются 1330—1340 годами, и, вероятно, вырезаны под общим руководством плотника Джона Строда (англ. John Strode), хотя имя его не встречается в записях ранее 1341 года. Его помощником был Бартоломью Квартер (англ. Bartholomew Quarter), известный с 1343 г. Изначально было 90 мизерикордий, из них уцелело 65 штук: 61 в хоре, три в экспозиции собора и одна в Музее Виктории и Альберта. Заказ на них поступил при удлинении хоров собора в начале XIV века, причём каноники, оплатившие строительство, настояли на том, чтобы мизерикордии были сделаны за счёт пребендариев, которые и будут ими пользоваться. К открытию новых хоров в 1339 году не все они были закончены (из сохранившихся 65 — около трети), потому что не все клирики их оплатили: общая сумма доходила до двухсот фунтов. Мизерикордии сохранились лучше, чем другая мебель на хорах, потому что в ходе реформации балдахины были убраны, и вместо них построены галереи. Мизерикордия с мальчиком, вытаскивающим колючку из ноги, датируется XVII веком. В 1848 году произошла полная переделка хоров, в ходе которой и был определён их современный облик и расположение.
В Уэлсе ни одна мизерикордия не опирается на библейский текст, также они не образуют и общей темы. Вероятно, сюжет выбирал резчик или заказчик. Единственное общее в мизерикордиях — рондели по сторонам от кронштейна, с лиственной резьбой, по большей части формальной и стилизованной в духе декоративной готики, но имеется и несколько натуралистических образчиков: роза и вьюнок.
Животные частью символизируют человеческие пороки и добродетели или аспекты вероучения, таких мизерикордий 27: кролики, собаки, щенок, кусающий кошку, ягнёнок, сосущий овцу, обезьяны, львы, летучие мыши и раннехристианский сюжет с двумя голу́бками, пьющими из кувшина. На мифологические темы выполнено 18 мизерикордий с русалками, драконами и вивернами. Пять мизерикордий изображают известные сюжеты, в том числе:
- пеликан, который, как считалось, кормит птенцов своей кровью — символ Христа, любящего Церковь;
- кошка, играющая с мышью — это Дьявол, поймавший человеческую душу[130],
- «когда лис проповедует, береги гусей» (англ. when the fox preaches, look to your geese)[133];
- грифоны возносят Александра Македонского на небеса[129].

На трёх мизерикордиях головы: епископ в митре, женщина в платке и ангел. На восьми — человеческие фигуры, в том числе вырезанные в позах, поддерживающих полочку, например, одна лежит, подпирая её рукой и ногой, другая сидит, упираясь локтями, третья сидит на корточках, широко разведя колени, на лице читается напряжение сил.
- Голова женщины
- Попугайчики на ёлке
- Пара делит кружку вина
- Поддерживающая фигура

## Предметы обстановки и памятники
Часть из них насчитывает уже несколько сотен лет. Бронзовый литой пюпитр с лиственным орнаментом в капелле Девы датируется 1661 годом. Дубовая преграда XVII века, украшенная колоннами с ионическими капителями и карнизом, ограждает расположенный в северном трансепте саркофаг начала XIV века, в котором покоится настоятель собора Джон Годеле (англ. John Godelee). Дубовый сундук XIV века прежде использовался для хранения печати и важнейших документов. Епископский трон 1340 года располагается под балдахином со стрельчатой аркой, пинаклями и нишами для статуй. Он был отреставрирован Сэлвином около 1850 года. Против трона располагается восьмиугольная в плане кафедра (XIX век) на сводчатом цоколе, с филёнчатыми боковыми стенками, доступ в неё — по ступеням из северного бокового нефа. Купель в южном трансепте сохранилась с англосаксонских времён, она круглая, украшена полуциркульной аркадой на круглом основании. Над купелью балдахин с головками путти, изготовленный в 1635 году.
Уроженцам Сомерсетшира, погибшим в Первой мировой войне, посвящена капелла св. Мартина. Среди индивидуальных погребений епископ Гиза †1088; епископ Уильям из Биттона †1274; епископ Уильям Марш †1302; епископ Джон Дроксфорд †1329; настоятель Джон Годеле †1333; Джон Мидлтон (англ. John Middleton) †1350; епископ Ральф Шрусберийский †1363; епископ Джон Хэруэлл †1386; Уильям Биконилл (англ. William Bykonyll), † ок. 1448; Джон Бернард (англ. John Bernard) †1459; епископ Томас Бекингтон †1464; настоятель Джон Ганторп †1498; епископ Джон Стилл †1607; епископ Роберт Крейгтон †1672; епископ Ричард Киддер †1703; епископ Джордж Хупер †1727 и епископ лорд Артур Херви †1894.

## Часы
Астрономические часы, датированные около 1325 года, располагаются в северном трансепте. Предположительно, их изготовил гластонберийский монах Питер Лайтфут (англ. Peter Lightfoot). Средневековый механизм, изготовленный между 1386 и 1392 годами и является вторым сохранившимся в Англии средневековым часовым механизмом после солсберийских часов. В XIX веке он перемещён в лондонский Музей науки, где находится в работоспособном состоянии. Новый механизм пользуется оригинальным средневековым циферблатом, разделённым на 24 часа, также часы показывают восход и заход солнца и луны, лунные фазы и время с начала очередного лунного месяца. Разумеется, система мироздания в них используется геоцентрическая. Механический автомат воспроизводит сшибку на копьях.
Второй циферблат, лишь на семьдесят лет младше внутреннего, располагается на северном фасаде и приводится в действие тем же часовым механизмом, над ним «жакамар» — автомат в виде пары рыцарей в латах, бьющих четверти по двум колоколам молотами, а по двум другим — каблуками.
В 2010 году последний часовщик, заводивший механизм вручную, вышел на пенсию, и его сменил электромотор.
- Современный орган (1909–10)
- Алтарь
- Внутренний циферблат часов
- Внешний циферблат и жакамар

## Музыка

### Орган
Первое упоминание органа Уэлского собора датируется 1310 годом. В 1415 году был установлен небольшой орган, вероятно, в капелле Девы Марии.
Инструмент мастера Томаса Даллама был установлен в 1620 году и стоил £398 1 шиллинг 5 пенсов. Этот орган был в 1643 году уничтожен войсками Парламента. Следующий орган, построенный в 1662 году, дважды расширялся (в 1786 и 1855). На его основе, сохранив лучшее, в 1909—1910 годах даремской фирмой «Harrison & Harrison» был построен новый инструмент. Этой же фирмой он и обслуживается по сей день. В органе 69 регистров на пяти 61-клавишных мануалах (Хор, Позитив, Хауптверк, Швеллер, Соло) и 32-клавишной педали. Самые низкие регистры — 16-футовые.
Камерный орган (шотландской мастерской Ламмермюров) обычно находится на хорах, но по необходимости перемещается в нужное место. Его используют для аккомпанемента при исполнении музыки эпохи Тюдоров и барокко.
Первым известным органистом Уэлского собора является Уолтер Багеле (или Вагелер, англ. Walter Bagele/Vageler), записанный в 1416 году.

### Соборный хор
Хор мальчиков существует в Уэлсе с 909 года. В настоящее время соборный хор состоит из 18 мальчиков и 18 девочек в возрасте от 8 до 14 лет. Женский хор сформирован в 1994 году. С XII века известен взрослый соборный хор. Хоры поют службы попеременно, мальчики и девочки обучаются в соборной школе.
Взрослый хор (викарный) насчитывает 12 человек, среди них трое школяров. Коллегия викариев с 1348 года пользуется служебным жильём, которое в начале XV века сформировало Тупик Викариев. Викарный хор обычно поёт с детскими хорами, кроме сред, когда он получает возможность представить особый монофонический репертуар.
В декабре 2010 года журнал «Gramophone» признал Уэлский соборный хор «лучшим в мире хором с участием детей». Хор выпускает записи и гастролирует, репертуар его простирается от Ренессанса до современной музыки.

### Добровольческий хор
Добровольческий хор Уэлского собора в составе 30 взрослых хористов (мужчин и женщин) основан в 1986 году и поёт полуночную службу на Рождество и некоторые другие, всего около 50 раз в году, в том числе заменяет соборный хор, когда тот находится на гастролях, поёт на свадьбах и похоронах. Также добровольческий хор одну неделю в год поёт в каком-либо другом соборе. Репертуар его, в основном, богослужебный, но включает и произведения других жанров.

### Ораториальное общество
Ораториальное общество Уэлского собора (англ. Wells Cathedral Oratorio Society (WCOS)), основанное в 1896 году, насчитывает приблизительно 160 голосов. Этот хор под управлением соборного органиста даёт три концерта в год: в начале ноября, в декабре (ежегодно представляют «Мессию» Г. Ф. Генделя) и в конце марта с помощью оркестров «Music for Awhile», «Chameleon Arts» и «La Folia».

## Колокола
Уэлский собор располагает самой большой по весу звонницей из десяти голосов, тенор «Harewell» весит 56¼ хандредвейтов (2857,5 кг). Звонница располагается в юго-западной башне, хотя ранее часть колоколов находилась и в центральной.
| №     | Год отливки | Изготовитель      | Масса             | Масса | Масса  |
| №     | Год отливки | Изготовитель      | «длинных» мер     | фнт.  | кг     |
| ----- | ----------- | ----------------- | ----------------- | ----- | ------ |
| 1     | 1891        | Mears & Stainbank | 7¾ хвт. 12 фнт.   | 880   | 400    |
| 2     | 1891        | Mears & Stainbank | 9 хвт. 2 фнт.     | 1010  | 458    |
| 3     | 1757        | Abel Rudhall      | 10 хвт.           | 1120  | 508    |
| 4     | 1757        | Abel Rudhall      | 10¾ хвт.          | 1204  | 546    |
| 5     | 1757        | Abel Rudhall      | 12½ хвт.          | 1400  | 635    |
| 6     | 1964        | Mears & Stainbank | 15¼ хвт. 14 фнт.  | 1722  | 781    |
| 7     | 1757        | Abel Rudhall      | 20 хвт.           | 2240  | 1016   |
| 8     | 1757        | Abel Rudhall      | 23 хвт.           | 2576  | 1168   |
| 9     | 1877        | John Taylor & Co  | 32 хвт.           | 3584  | 1626   |
| 10    | 1877        | John Taylor & Co  | 56¼ хвт. 14 фнт.  | 6314  | 2864   |
| Всего | Всего       | Всего             | 196½ хвт. 40 фнт. | 2250  | 10 000 |

## Библиотека
Библиотечное здание над восточной стороной клуатра выстроено между 1430 и 1508 годами. Фонды делятся на три части: старинные документы хранятся в комнате для правоустанавливающих документов (англ. Muniment Room); книги ранее 1800 года — в Цепной Библиотеке, более современные книги — в читальном зале. Прежняя соборная библиотека уничтожена в ходе Реформации, поэтому в нынешней представлены, главным образом, старопечатные книги, а не средневековые манускрипты. Книги Цепной Библиотеки (2800 томов) отражают разнообразие интересов членов соборного капитула со времён Реформации. Основной темой собрания является теология, но представлены также науки, медицина, географические исследования и языки. Можно выделить «Естественную историю» Плиния в издании 1472 года, «Атлас мира» Ортелия (1606), и собрание сочинений Аристотеля, некогда принадлежавшее Эразму Роттердамскому. Библиотека работает летом по графику, также доступна небольшая выставка документов и книг.

### Записи
Под редакцией W. H. B. Bird Королевской комиссией по историческим записям в 1907 году изданы три тома: Liber Albus I (Белая книга; R I), Liber Albus II (R III) и Liber Ruber (Алая Книга; R II, section i). В них с незначительными повторами содержатся картулярии соборной собственности (земельные дары с VIII века), и деяния настоятеля и капитула с описаниями их владений, главным образом, в Сомерсете.

## Окрестности
- Вид с рыночной площади
- Вид из-за стен и рва епископского дворца
- Вид с юго-востока, из епископского сада и зеркального пруда
- Викариевский тупик к северу от собора

К собору примыкает обширная лужайка с тремя воротами: Брауновские, Беспенсовый портик и Цепные ворота. В ограде находится старый Дом настоятеля XII века, значительно перестроенный в конце XV века настоятелем Ганторпом (англ. Gunthorpe) и заново отделанный настоятелем Батхёрстом (англ. Bathurst) в конце XVII века. Настоятелем он более не используется, в нём размещены органы управления епархией.
К югу от собора располагается епископский дворец, окружённый рвом. Строительство его начато в 1210 году Джоселином Уэлским, большая часть дворца датируется 1230-ми годами. В XV веке Томас Бекингтон добавил северное крыло, где теперь и располагается резиденция епископов. Дворец реставрировался в 1846—1854 годах Бенджамином Ферреем.
К северу от собора, соединённый с ним через Цепные ворота, тянется Викариевский тупик — старейшая в Европе жилая улица, все здания на которой, кроме одного, сохранили облик с XIV века Buildings in the close include the Vicars Hall and gateway at the south end, and the Vicars Chapel and Library at the north end.
Либерти святого Андрея (Уэлс) — историческая административная единица (либерти и приход), включающая окрестности собора, и тесно связанная с ним.

## Собор в искусстве и массовой культуре
Художник Уильям Тёрнер посетил Уэлс в 1795 году и сделал несколько набросков окрестностей собора и акварель западного фасада, которая хранится в галерее Тейт.
В 1903 году лестница в капитулярную залу была запечатлена Фредериком Генри Эвансом на знаменитой фотографии Море ступеней.
Собор вдохновил Кена Фолетта на написание романа «Столпы Земли», и с модифицированной центральной башней использовался в сериале 2010 года по этому роману.
Ущерб, нанесённый собору в ходе восстания Монмута, описан Конан Дойлем в историческом романе «Приключения Михея Кларка».
В интерьерах собора снимались сцены из шестой серии («Эксперимент Лазаруса») третьего сезона «Доктора Кто», сцены на улице при этом снимались на фоне Саутваркского собора.
В 2019—2020 годах в Уэлском соборе снимался телесериал «Испанская принцесса».

### Также читать
- Ayers, Tim. The Medieval Stained Glass of Wells Cathedral :  [англ.]. — Oxford University Press, 2004. — ISBN 978-0-19-726263-4.
- Colchester, L. S. A History of Wells Cathedral School :  [англ.] / L. S. Colchester, David Tudway Quilter, Alan Quilter. — Wells Cathedral School, 1985.
- Malone, Von Carolyn Marino. Façade as Spectacle: Ritual and Ideology at Wells Cathedral :  [англ.]. — Brill Publishers, 2004. — ISBN 978-90-04-13840-7.